# لفت
اللِّفْتُ أو الشلغم أو الشغلم (بالإنجليزية: Turnip)‏ هو نبات يتبع الفصيلة الصليبية. وهو من الخضار الجذرية وتنمو عادة في المناطق ذات المناخ المعتدل. كما انه يُشبه إلى حد ما الفجل الأحمر إلا أن الفارق الأبرز هو لونه المائل للوردي، كما ويُشبه أيضًا الشَّمَنْدَر ولذا يقع خلط بينهما أحياناً.

## استخدامه

### في العراق
يؤكل اللفت أو الشلغم في العراق مسلوقاً ويباع على العربات من قبل الباعة المتجولين شتاءً، وكذلك تصنع منه شوربة (الحامض شلغم) وهي من الشوربات العراقية التي تلاقي إقبالاً في الشتاء وأخيراً المخللات أو طرشي الشلغم.

### في بلاد الشام
يعد اللفت من أهم أنواع المخللات التي تستخدم في بلاد الشام، حيث يُقطَّع ويُخلل مدة من الزمن ثم يستخدم نوعًا من المقبلات.

## زيت اللفت
زيت بذور نبات اللفت يتناول للوقاية من الأمراض العصبية النادرة. فقد أثبت باحثون من جامعة جونز هوبكنز أن 89 طفلا ممن لديهم العطب الوراثي الذي يؤدي لظهور مرض «أدرينو ليوكو ديستروفي». وهو أحد الأمراض الوراثية العصبية النادرة. ويصيب الأطفال في سن مبكرة ويؤدي إلى تدهور عصبي تدريجي ينتهي بوفاة الطفل خلال سنوات معدودة. ويعتقد أن سبب ظهور أعراض المرض عطب وراثي يؤدي إلى تكدس سلاسل الأحماض المشبعة بالغة الطول في الجسم، خاصة بالجهاز العصبي. ويمكن أن يلعب زيت بذور اللفت دورا وقائيا وعلاجيا ضد هذا المرض. ويعتبر هذا أول إثبات علمي على جدوى زيت بذور اللفت، أو «زيت لورنزو» في تثبيط مرض (ADL). أما سبب تسمية الزيت بـ «لورنزو» فللإشارة إلى الطفل لورنزو أودون الذي اكتشف أبواه إصابته بالمرض عام 1984. وزيت بذور اللفت له قدرة عالية في تحويل مسار إنزيمات الجسم. كما يقلل بشدة أعداد الصفائح الدموية التي تسرع بتجلط الدم عند الإصابة بجرح.

## المعلومات الغذائية
يحتوي كل 100غ من اللفت النيّ، بحسب وزارة الزراعة الأميركية على المعلومات الغذائية التالية:
- السعرات الحرارية: 50
- الدهون: 0.70
- الكاربوهيدرات: 10.01
- الألياف: 2
- البروتينات: 3.30